# Francisco Álvarez Martínez
Francisco Álvarez Martínez (Santa Eulalia de Ferroñes Llanera, 14 luglio 1925 – Madrid, 5 gennaio 2022) è stato un cardinale e arcivescovo cattolico spagnolo.

## Biografia
Francisco Álvarez Martínez è nato il 14 luglio 1925 a Santa Eulalia de Ferroñes Llanera, principato delle Asturie e diocesi di Oviedo (oggi arcidiocesi), nella parte settentrionale del Regno di Spagna alla fine della Restaurazione borbonica.

### Formazione e ministero sacerdotale
Ha compiuto gli studi per il sacerdozio presso il seminario di Oviedo, la Pontificia Università di Salamanca e la Pontificia Università di Comillas di Madrid dove ha conseguito il dottorato in diritto canonico.
Ha ricevuto l'ordinazione sacerdotale l'11 giugno 1950, ad Oviedo, per imposizione delle mani di Francisco Javer Lauzurica y Torralba, vescovo di Oviedo; si è incardinato, ventiquattrenne, come presbitero della medesima diocesi. Oltre a esercitare il ministero pastorale, è stato segretario particolare dell'arcivescovo per sette anni, segretario-cancelliere e pro-vicario generale.

### Ministero episcopale
Il 13 aprile 1973 papa Paolo VI lo ha nominato, quarantasettenne, vescovo di Tarazona; è succeduto a José Méndez Asensio, trasferito alla sede metropolitana di Pamplona. Ha ricevuto la consacrazione episcopale il 3 giugno seguente, presso la Cattedrale di Nostra Signora dell'Orto a Tarazona, per imposizione delle mani di Luigi Dadaglio, arcivescovo titolare di Lero e nunzio apostolico in Spagna nonché futuro cardinale, assistito dai co-consacrati Pedro Cantero Cuadrado, arcivescovo metropolita di Saragozza, e monsignor Méndez Asensio, suo predecessore; durante la stessa cerimonia ha preso possesso della sua sede. Come suo motto episcopale il neo vescovo Álvarez Martínez ha scelto Obedentia et pax, che tradotto vuol dire "Obbedienza e pace".
Il 20 dicembre 1976 papa Paolo VI lo ha trasferito, cinquantunenne, alla sede di Calahorra e La Calzada-Logroño; è succeduto al sessantottenne Abilio del Campo y de la Bárcena, dimissionario per motivi di salute dopo ventitré anni di governo pastorale. Ha preso possesso della nuova sede durante una cerimonia svoltasi presso la Cattedrale di Santa Maria Assunta a Calahorra il 16 gennaio 1977.
Il 12 maggio 1989 papa Giovanni Paolo II lo ha nuovamente trasferito, sessantatreenne, a capo della diocesi di Orihuela-Alicante; è succeduto al settantaseienne Pablo Barrachina Estevan, dimissionario per raggiunti limiti d'età dopo aver guidato la diocesi per ben trentacinque anni. Ha preso possesso della diocesi durante una cerimonia svoltasi il 17 giugno successivo presso la Cattedrale del Santissimo Salvatore e Santa Maria ad Orihuela.
Il 23 giugno 1995 papa Giovanni Paolo II lo ha promosso, sessantanovenne, arcivescovo metropolita di Toledo, assumendo contestualmente il titolo onorifico di primate di Spagna; è succeduto al settantasettenne cardinale Marcelo González Martín, dimissionario per raggiunti limiti d'età dopo quasi ventiquattro anni di governo pastorale. Il 29 giugno, giorno della solennità dei Santi Pietro e Paolo, si è recato presso la Basilica di San Pietro in Vaticano, dove il papa gli ha imposto il pallio, simbolo di comunione tra il metropolita e la Santa Sede. Ha preso possesso della sede primaziale spagnola durante una cerimonia svoltasi presso la Cattedrale di Santa María a Toledo il 24 settembre seguente.

### Cardinalato
Il 21 gennaio 2001, prima dell'Angelus, papa Giovanni Paolo II ha annunciato la sua creazione a cardinale nel concistoro del 21 febbraio seguente; settantacinquenne, è stato il ventitreesimo arcivescovo di Toledo consecutivo a ricevere la porpora cardinalizia. Durante la cerimonia, svoltasi alle 10:30 sul sagrato della Basilica di San Pietro in Vaticano, gli sono stati conferiti la berretta, l'anello ed il titolo cardinalizio di Santa Maria "Regina Pacis" a Monte Verde, vacante dal 23 marzo 2000, giorno della morte del cardinale indiano Antony Padiyara, arcivescovo maggiore emerito di Ernakulam-Angamaly dei Siro-Malabaresi. Ha preso possesso della sua chiesa titolare durante una cerimonia svoltasi il 20 maggio seguente alle ore 12:00.
Il 24 ottobre 2002 papa Giovanni Paolo II ha accettato la sua rinuncia dal governo pastorale dell'arcidiocesi di Toledo per raggiunti limiti d'età, ai sensi del can. 401 § 1 del Codice di diritto canonico, divenendone arcivescovo emerito all'età di settantasette anni; gli è succeduto il cinquantasettenne Antonio Cañizares Llovera, trasferito lo stesso giorno dalla sede metropolitana di Granada. In seguito si è ritirato a Madrid, capitale spagnola.
Dopo la morte di papa Giovanni Paolo II, ha preso parte al conclave del 2005, che si è concluso con l'elezione al soglio pontificio del cardinale Joseph Ratzinger, prefetto della Congregazione per la dottrina della fede, con il nome di Benedetto XVI.
Il 14 luglio 2005, al compimento dell'ottantesimo compleanno, ha perso il diritto di entrare in conclave e ha cessato di essere membro dei dicasteri della Curia romana.
Ha fatto parte del Pontificio consiglio per i laici e del Pontificio consiglio per la promozione dell'unità dei cristiani, precedentemente noto come Segretariato per la promozione dell'unità dei cristiani.
È morto in un ospedale di Madrid il 5 gennaio 2022, all'età di 96 anni. In seguito ai solenni funerali tenutisi due giorni dopo nella cattedrale di Santa María e presieduti dall'arcivescovo Francisco Cerro Chaves e dall'arcivescovo emerito Braulio Rodríguez Plaza alla presenza dei cardinali Juan José Omella, Ricardo Blázquez Pérez, Carlos Osoro Sierra e Antonio Cañizares Llovera, il defunto cardinale è stato sepolto davanti alla cappella della Discesa della Vergine.

## Genealogia episcopale e successione apostolica
La genealogia episcopale è:
- Cardinale Scipione Rebiba
- Cardinale Giulio Antonio Santori
- Cardinale Girolamo Bernerio, O.P.
- Arcivescovo Galeazzo Sanvitale
- Cardinale Ludovico Ludovisi
- Cardinale Luigi Caetani
- Cardinale Ulderico Carpegna
- Cardinale Paluzzo Paluzzi Altieri degli Albertoni
- Papa Benedetto XIII
- Papa Benedetto XIV
- Papa Clemente XIII
- Cardinale Marcantonio Colonna
- Cardinale Giacinto Sigismondo Gerdil, B.
- Cardinale Giulio Maria della Somaglia
- Cardinale Carlo Odescalchi, S.I.
- Cardinale Costantino Patrizi Naro
- Cardinale Lucido Maria Parocchi
- Papa Pio X
- Cardinale Gaetano De Lai
- Cardinale Raffaele Carlo Rossi, O.C.D.
- Cardinale Amleto Giovanni Cicognani
- Cardinale Luigi Dadaglio
- Cardinale Francisco Álvarez Martínez

La successione apostolica è:
- Arcivescovo Juan José Asenjo Pelegrina (1997)